# Опиза

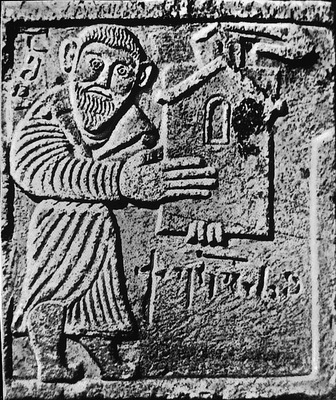
На изображении видно Ашот I Куропалат, который держит в руках модель монастыря.

Опиза (груз. ოპიზა) — средневековый грузинский монастырь и соборная церковь, расположенная в историческом регионе Кларджети, ныне в провинции Артвин, на северо-востоке Турции. Монастырь был основан около 750 года н.э. и существовал до начала османского господства в XVI веке.

## Название
Название Опиза связан с занским лексемой «пиджи» (рот, берег).

## История
Согласно Джуаншеру, по приказу Вахтанга I Горгасали (ок. 440—502), его приемный брат Артаваз построил монастырь Опиза и три церкви: Мере, Шиндоба и Ахизи. Опиза в начале своей истории столкнулся с трудностями из-за разрушительных вторжений, в частности, в результате походов Мурвана Кру («Глухой Марван») в VIII веке. Однако, благодаря усилиям Ашота I Куропалата и приходу Григория Хандзтсийского, возродивший грузинское монашество, в 780-х годах, монастырь Опиза был восстановлен. Существующая церковь в Опизе, предположительно, была построена как место захоронения семьи Ашота.
Монастырь Опиза также связан с Века и Бешкен Опизари. Наиболее известными произведениями их мастерства являются «Анчийская икона», «Цкароставский II четвероглав» и «Бертский II четвероглав». Из Опизы происходит рельеф с портретом царя Ашота Куропалата (камень, IX век, Музей искусств Грузии, Тбилиси).

## Архитектура
Монастырь включает постройки VIII—IX веков: главный храм — крестово-купольное здание с 2 короткими поперечными рукавами, удлинённой западной частью и нартексом (восстановленный в X веке купол на сложных пандативах завершен зонтичным покрытием), трапезную с 3-нефным залом и др. здания.